# Adrian (Oregon)
Adrian és una població dels Estats Units a l'estat d'Oregon. Segons el cens del 2000 tenia 147 habitants.

## Demografia
Segons el cens del 2000, Adrian tenia 147 habitants, 59 habitatges, i 38 famílies. La densitat de població era de 227 habitants per km².
Dels 59 habitatges en un 25,4% hi vivien nens de menys de 18 anys, en un 52,5% hi vivien parelles casades, en un 11,9% dones solteres, i en un 33,9% no eren unitats familiars. En el 30,5% dels habitatges hi vivien persones soles el 13,6% de les quals corresponia a persones de 65 anys o més que vivien soles. El nombre mitjà de persones vivint en cada habitatge era de 2,49 i el nombre mitjà de persones que vivien en cada família era de 3,21.
Per edats la població es repartia de la següent manera: un 25,9% tenia menys de 18 anys, un 9,5% entre 18 i 24, un 22,4% entre 25 i 44, un 21,8% de 45 a 60 i un 20,4% 65 anys o més.
L'edat mediana era de 38 anys. Per cada 100 dones de 18 o més anys hi havia 84,7 homes.
La renda mediana per habitatge era de 30.000$ i la renda mediana per família de 38.438$. Els homes tenien una renda mediana de 31.250$ mentre que les dones 26.667$. La renda per capita de la població era de 10.740$. Aproximadament el 17,8% de les famílies i el 8% de la població estaven per davall del llindar de pobresa.

## Poblacions més properes
El següent diagrama mostra les poblacions més properes.